# Stema Danemarcei

Stema Danemarcei

Stema Danemarcei este alcătuită din trei lei albaștri încoronați, acompaniați de nouă inimi roșii , pe un scut auriu. Culoarea ghearelor leilor nu este stabilită de lege, dar de obicei sunt aurii.
Cea mai veche reprezentare a sa este cunoscută de pe un sigiliu folosit de Regele Knut V al Danemarcei, cca. 1194. Cea mai veche documentație a culorilor datează din 1270.

## Galerie

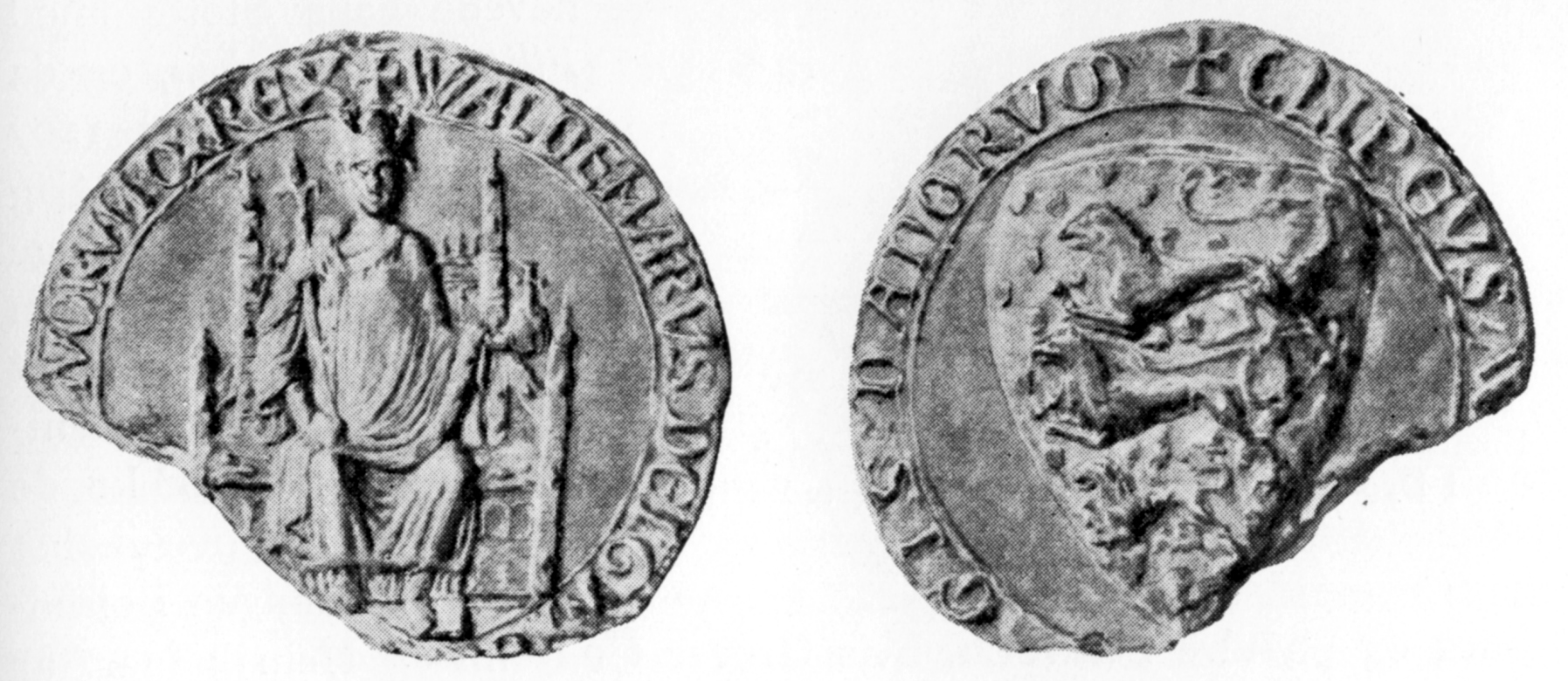
Sigiliul lui Valdemar II al Danemarcei (domnit 1202–1241).
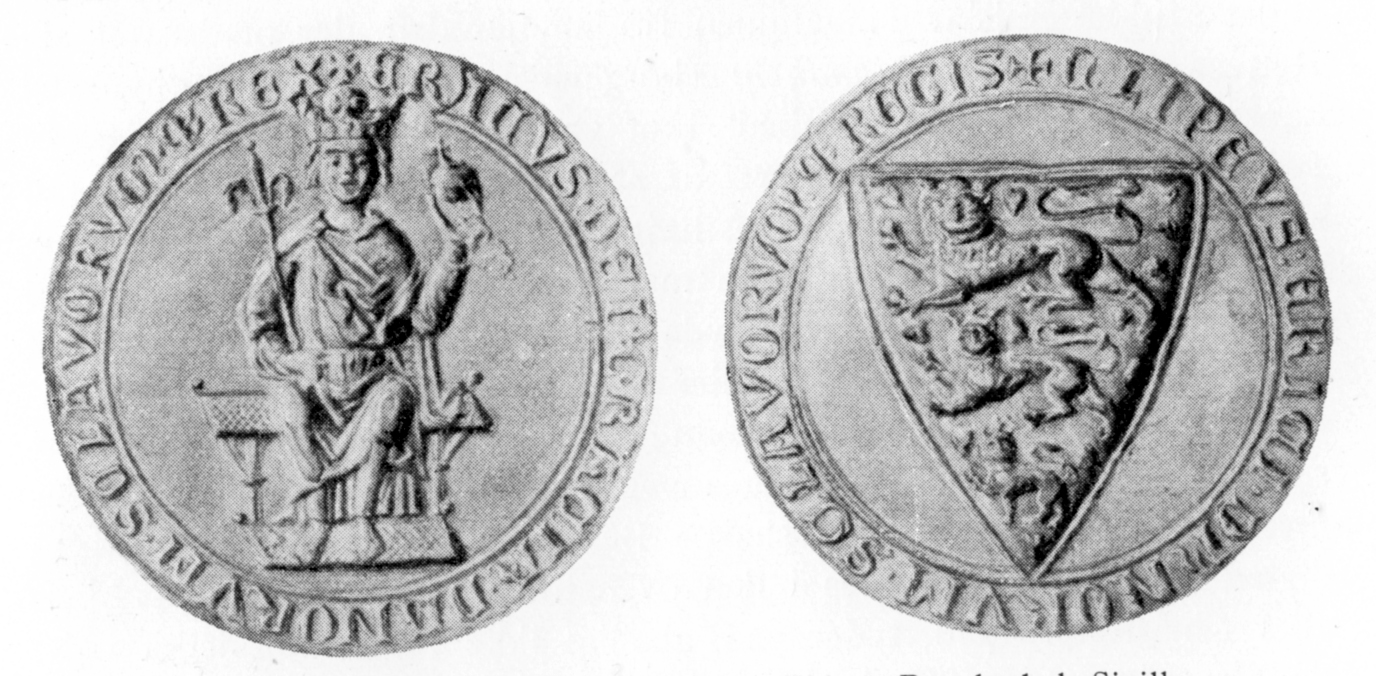
Sigiliul lui  Erik V al Danemarcei (domnit 1259–1286).
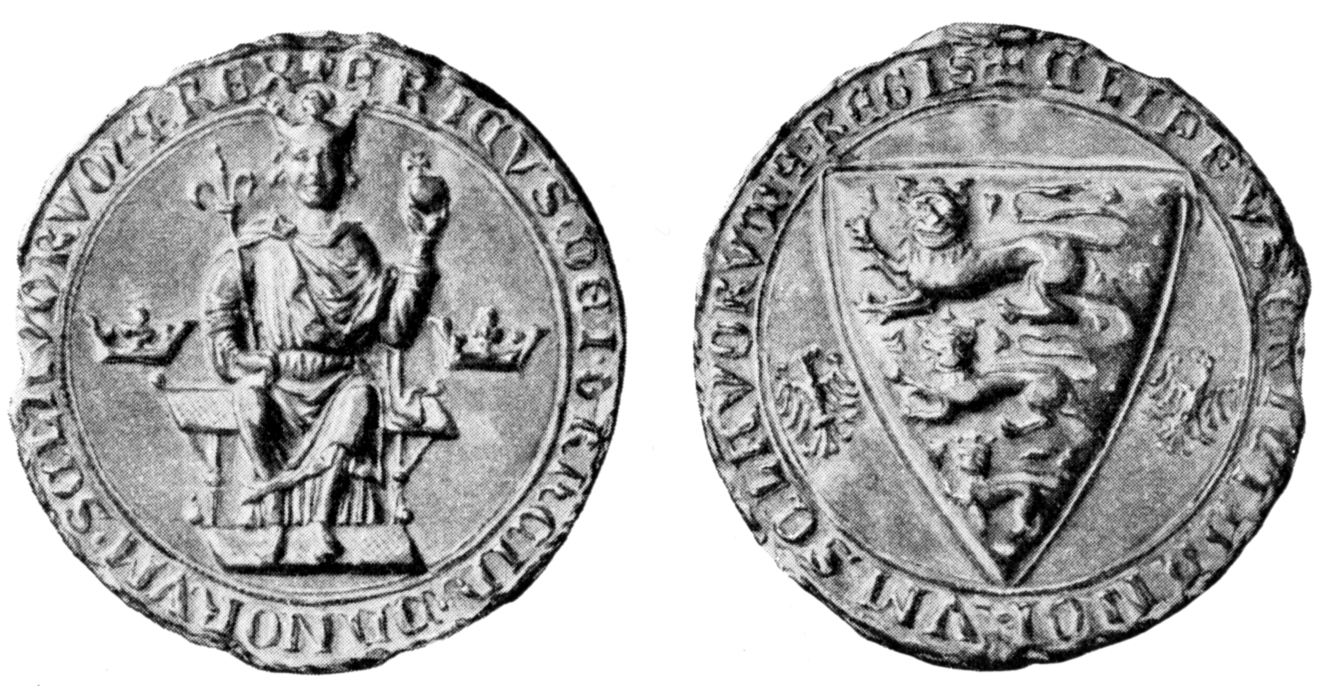
Sigiliul lui Eric VI al Danemarcei (domnit 1286-1319). Cei doi vulturi sunt referinţe la mama lui, Agnes de Brandenburg.
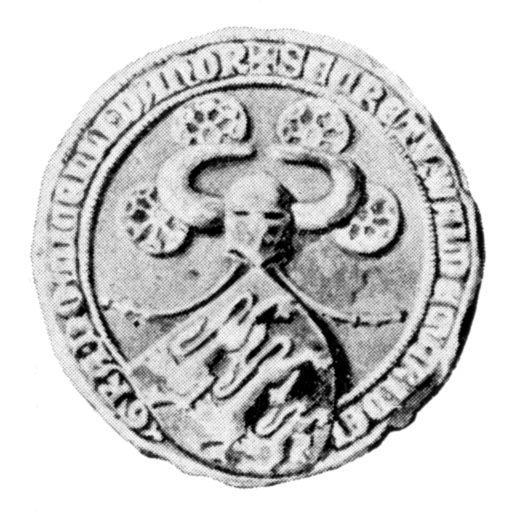
Sigiliul lui Valdemar IV al Danemarcei (domnit 1340-1375).
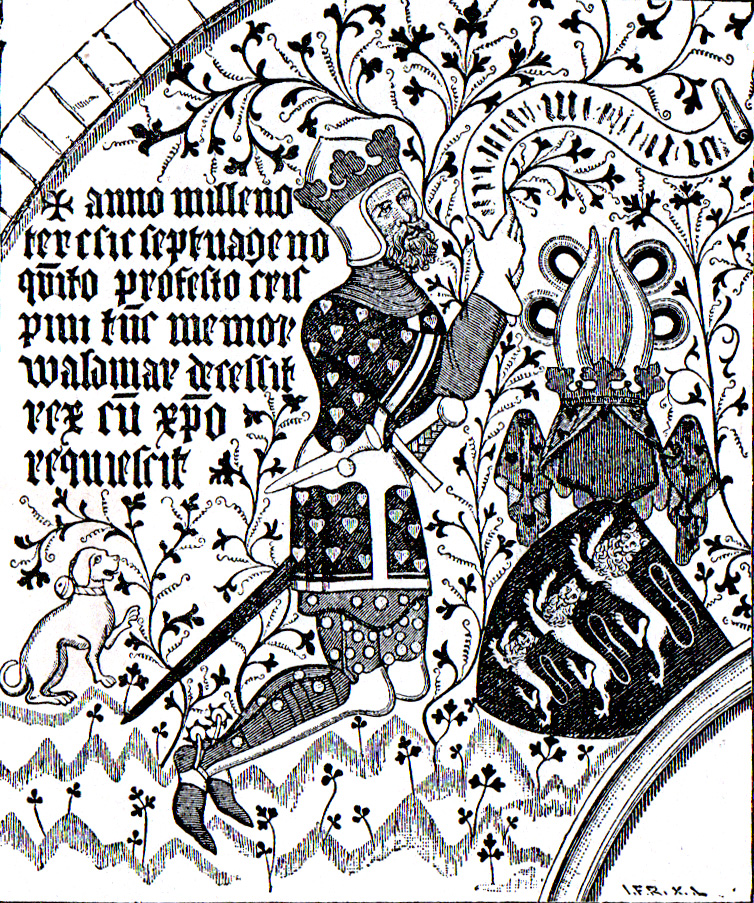
Frescă a regelui Valdemar IV al Danemarcei ca rege.
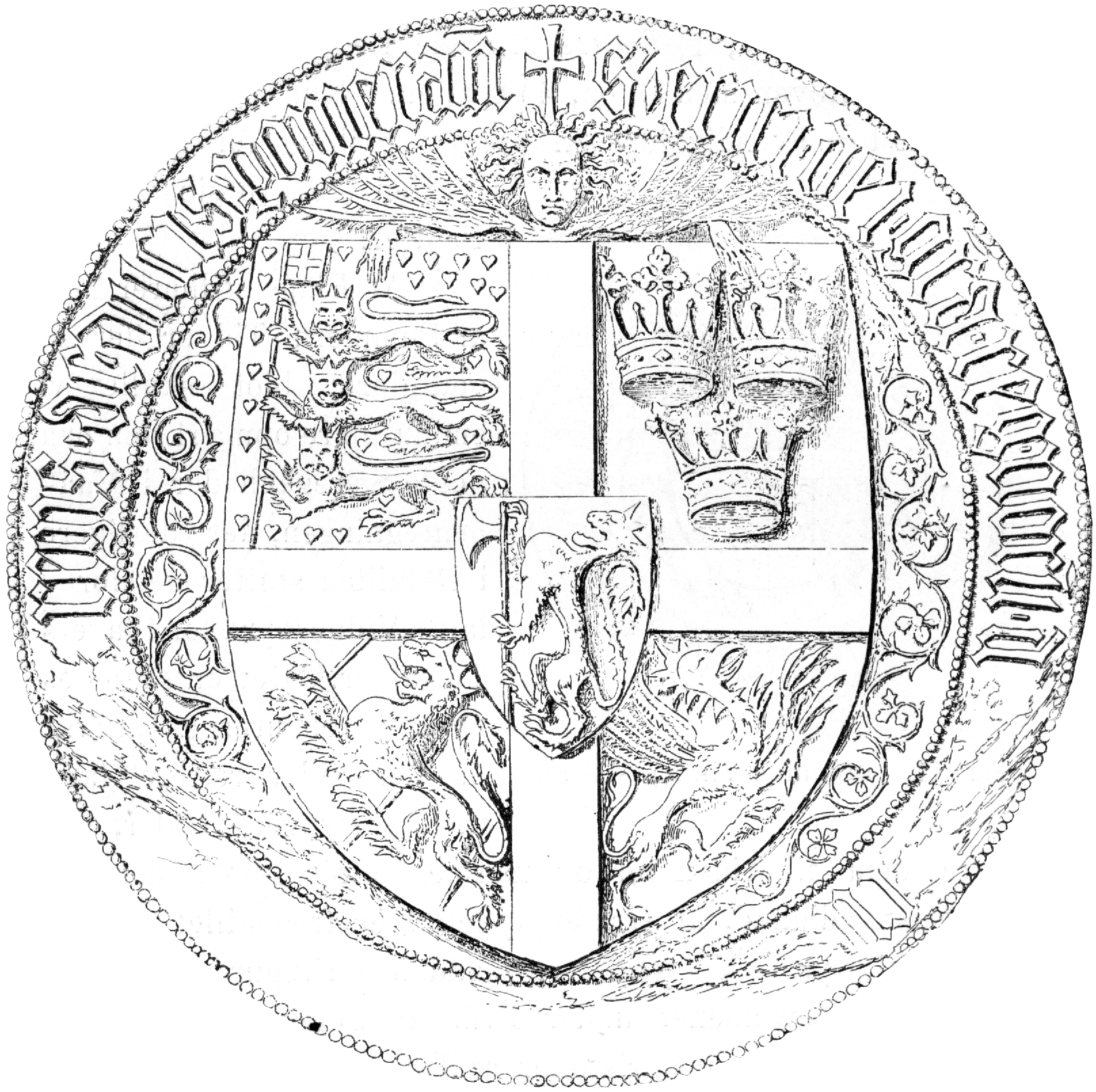
Unul din sigiliile lui  Erik VII de Pomerania, 1398.
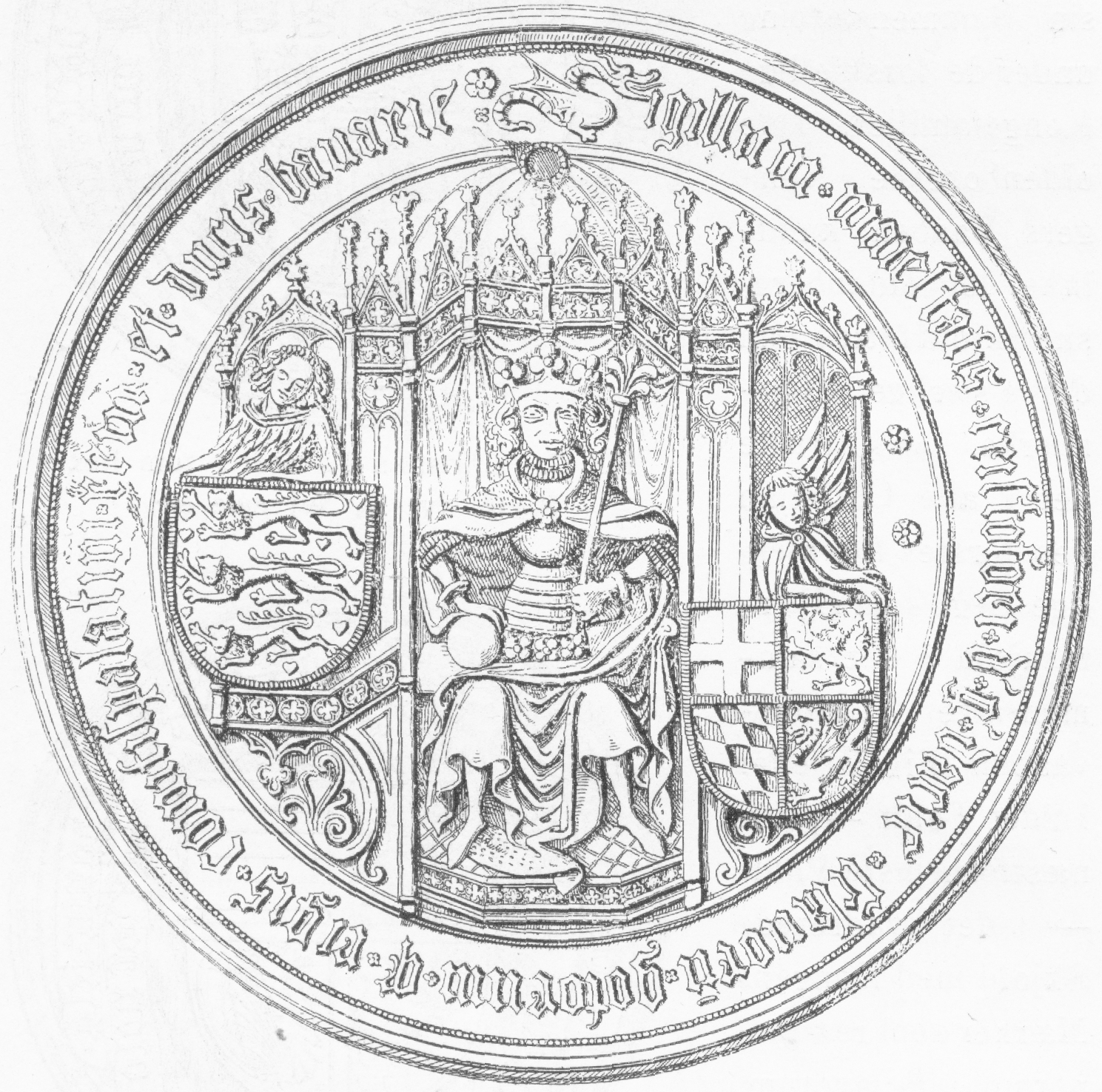
Sigilul lui Cristofor III de Bavaria, anii 1440.
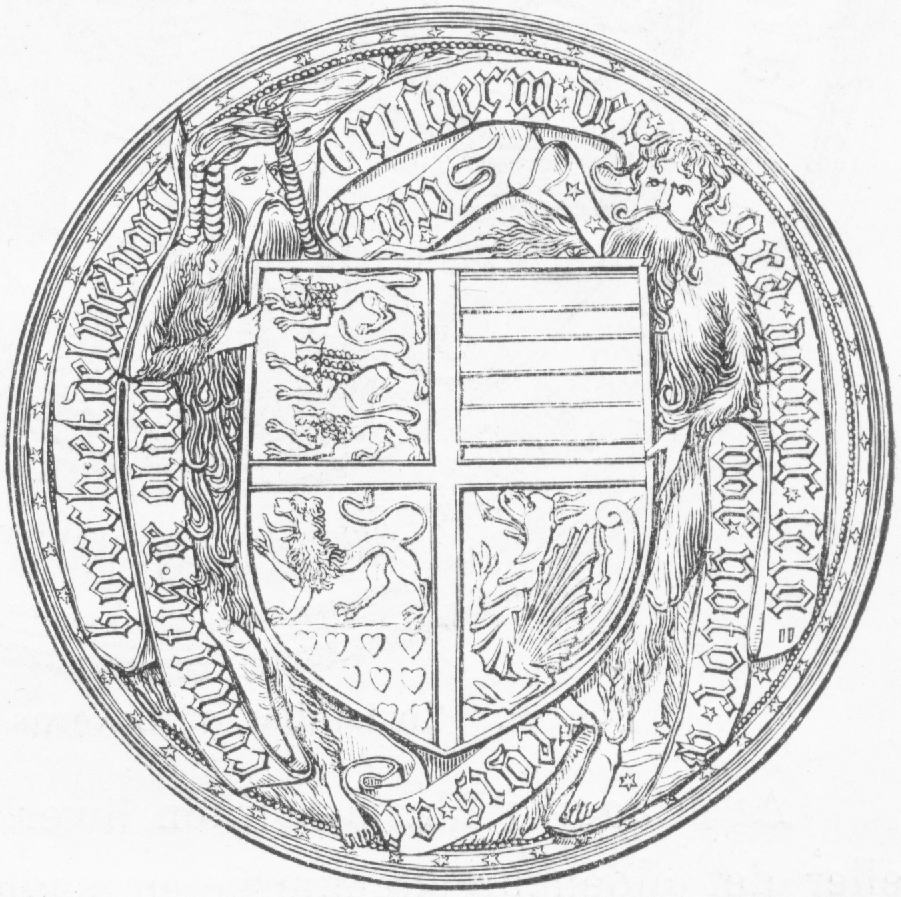
Sigilum secretum al lui Christian I al Danemarcei, 1449.
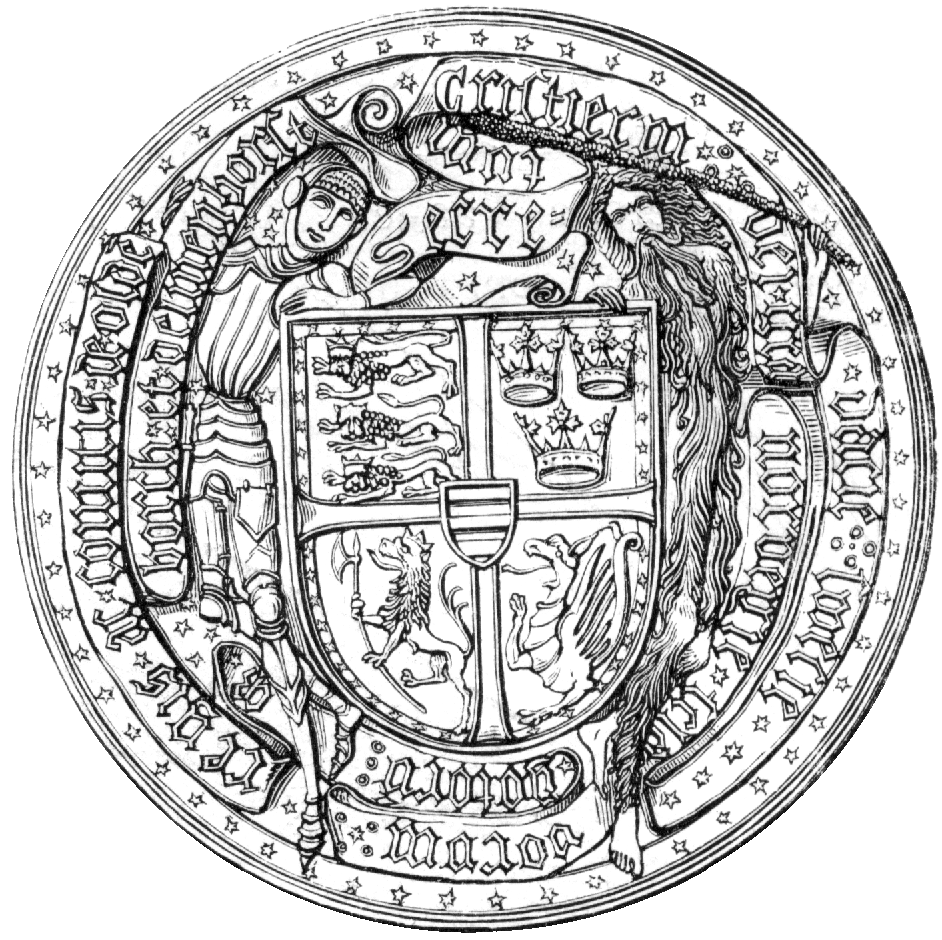
Sigilum secretum al lui Christian I al Danemarcei, 1457-1460.
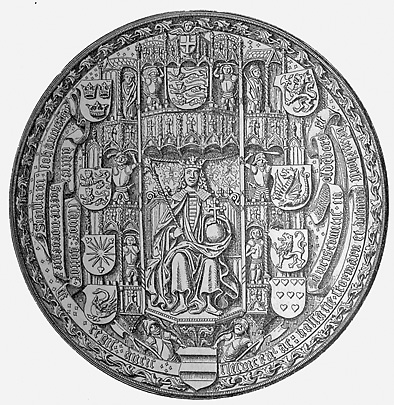
Sigilul regelui Hans al Danemarcei (domnit 1481 – 1513).
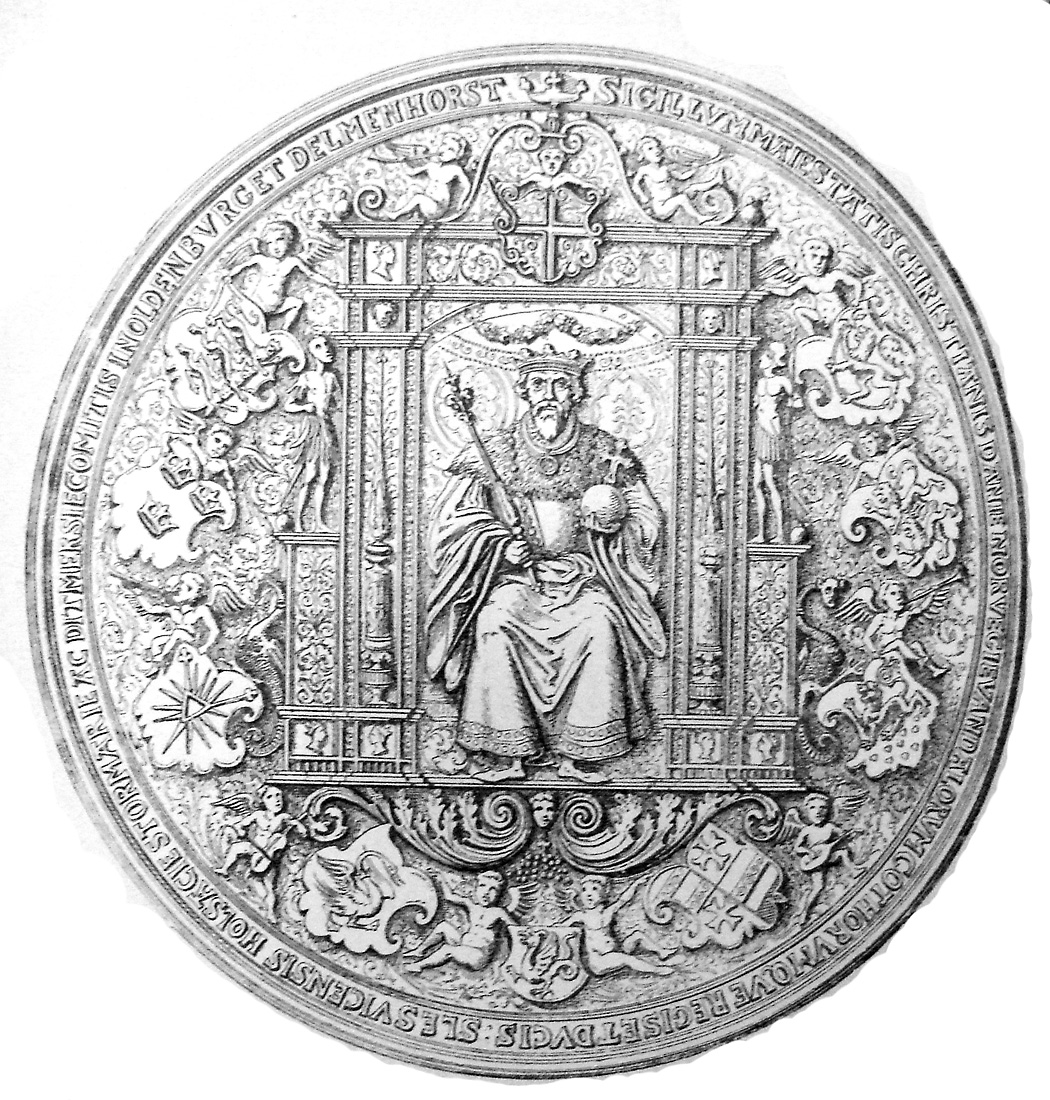
Sigilul lui Christian III al Danemarcei (domnit 1534 - 1559).
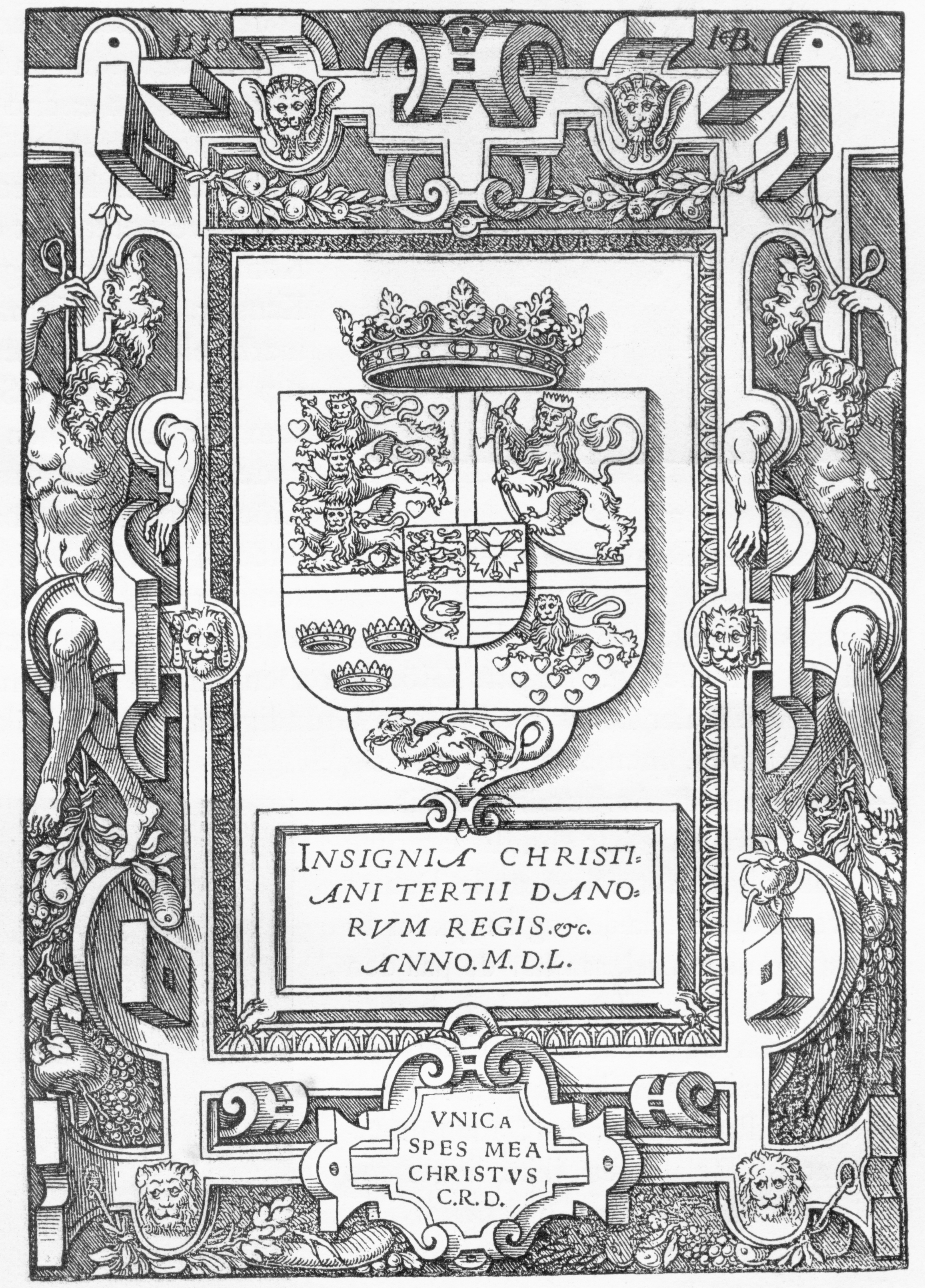
Blazonul lui Christian III al Danemarcei cum a apărut în prima Biblie în limba daneză, 1550.
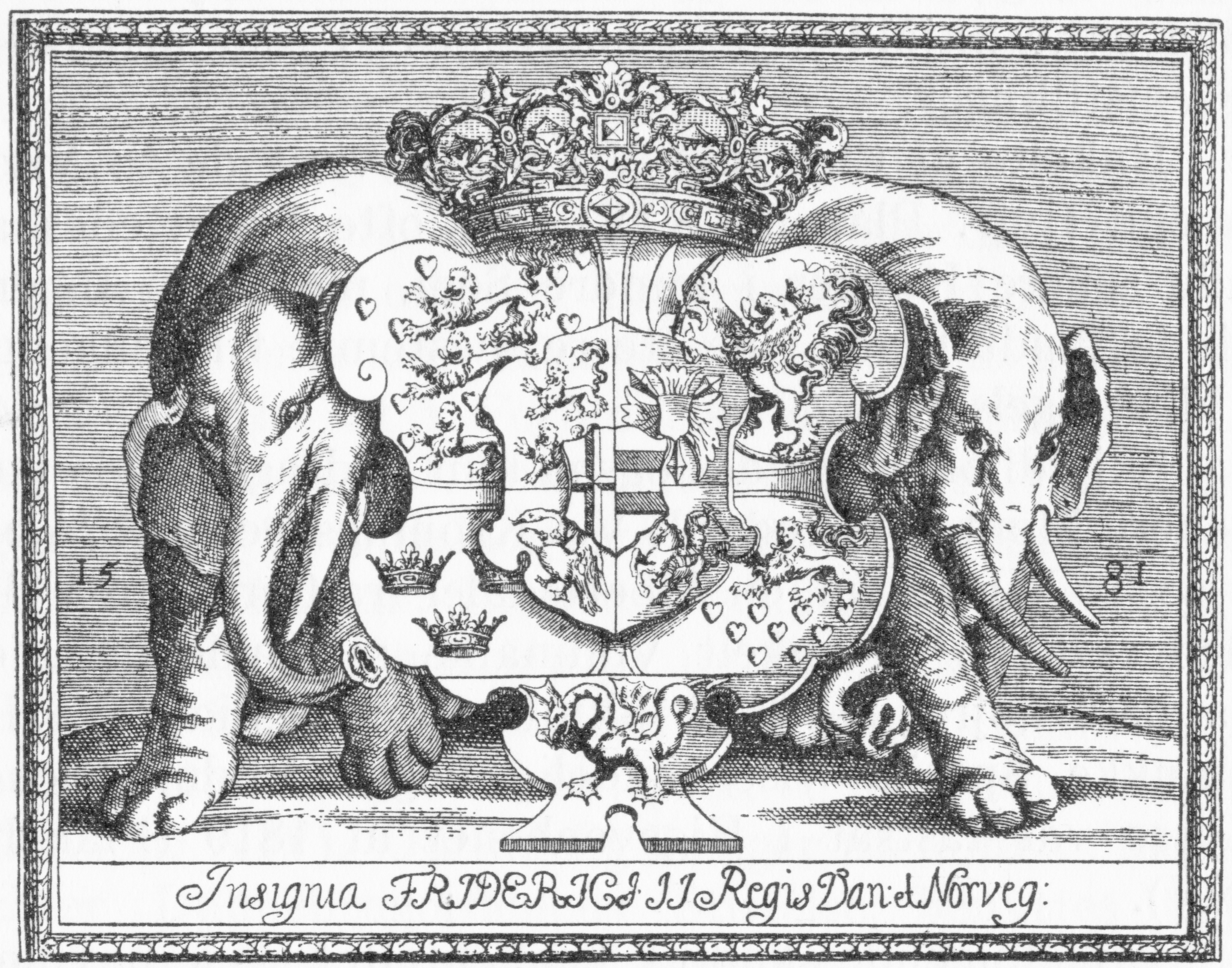
Blazonul lui Frederick II al Danemarcei. Gravură de Jens Bircherod, 1581.
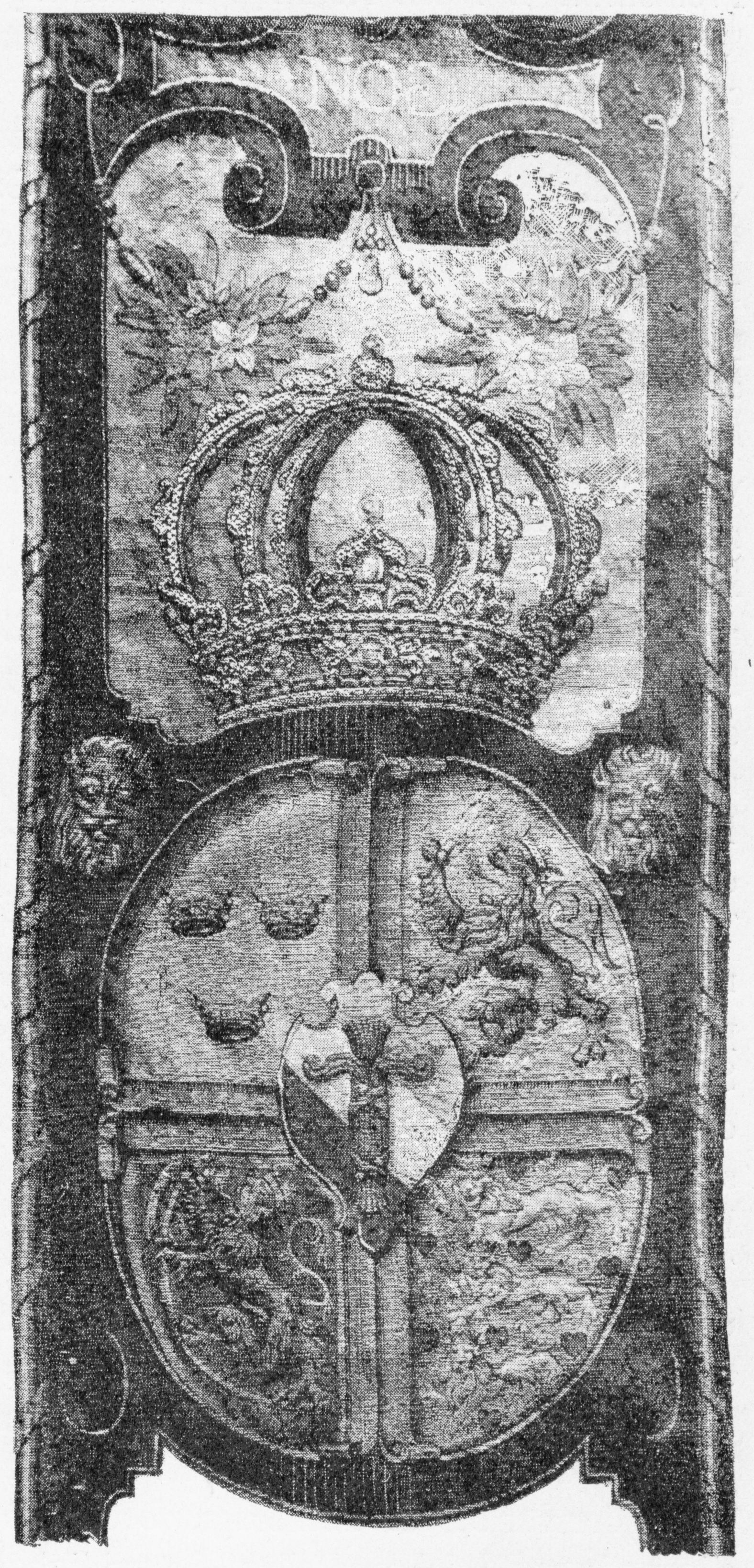
Erik XIV al Suediei a adăugat  blazoanele Norvegiei și a Danemarcei la blazonul național suedez (cele două sferturi de jos).
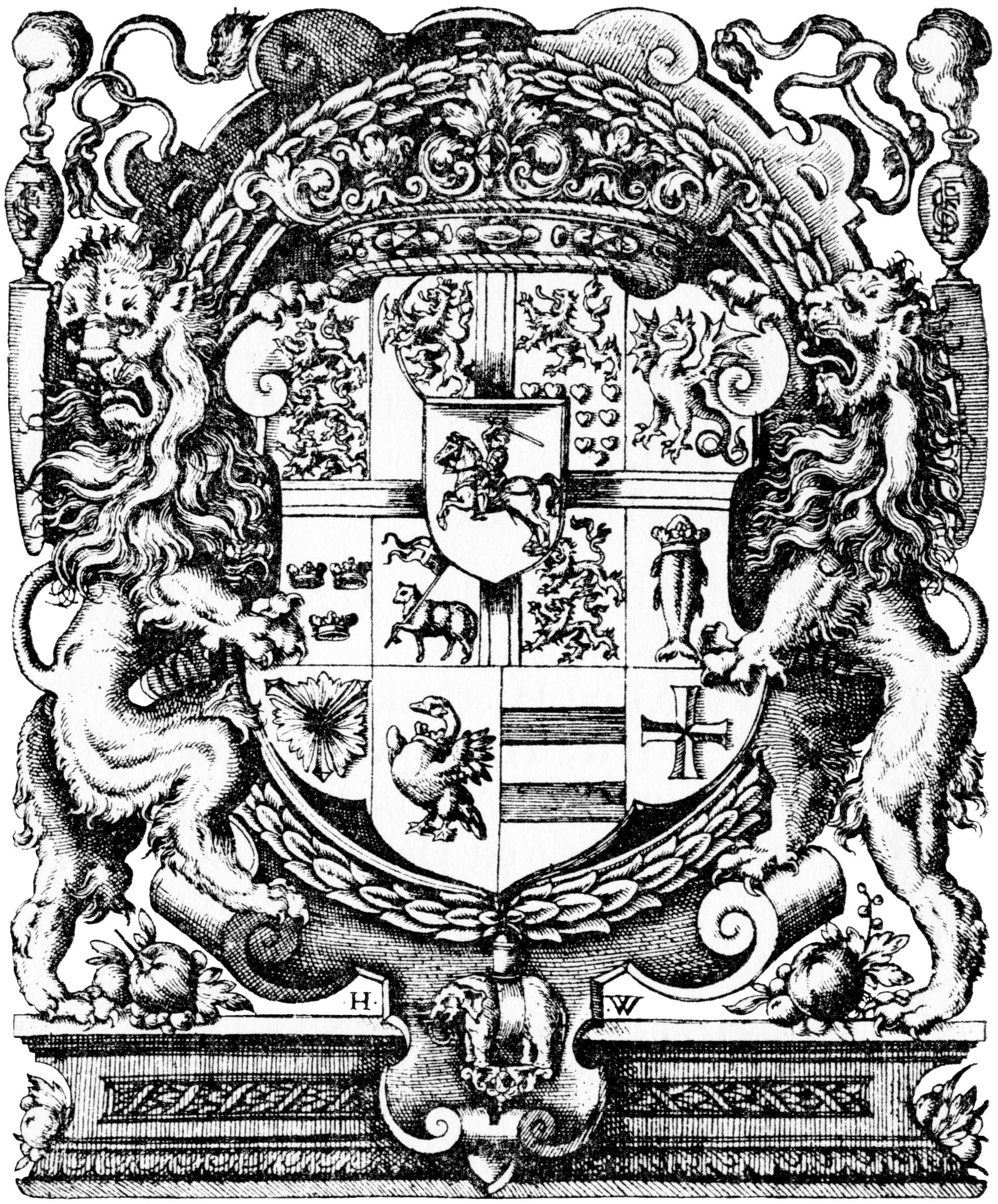
Blazonul lui Frederik II al Danemarcei. Gravură din 1592.
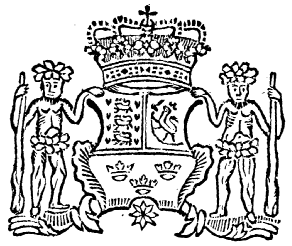
Blazon din prima ediţie a ziarului norvegian din Trondheim Adresseavisen, 1767.
Blazonul Danemarcei folosit 1819 - 1903. Acest blazon a fost primul după ce leul norvegian a fost îndepărtat din el.
Blazonul Danemarcei. Versiune folosită 1903-1948. Aceasta este singura versiune a blazonului danez unde Islanda a fost reprezentată de un şoim.
Blazonul Danemarcei. Versiune folosită 1948-1972.